# Dylan Arnold
Dylan Arnold est un acteur américain né le 11 février 1994 à Seattle, Washington. Il est surtout connu pour son rôle de Cameron Elam dans Halloween et sa suite Halloween Kills ainsi que pour le rôle de Noah dans After : Chapitre 1 et After : Chapitre 2.

## Biographie
Dylan Arnold est né le 11 février 1994 à Seattle, Washington.

### Vie privée
Dylan arnold est célibataire depuis 2020  après être sortie d'une relation qui datait de quelques années. 

## Carrière
Il débute en 2012 dans le film Fat Kid Rules the World réalisé par l'acteur Matthew Lillard.
En 2014, il joue aux côtés de Keira Knightley et Chloë Grace Moretz dans Girls Only réalisé par Lynn Shelton, puis dans 7 Minutes avec Luke Mitchell, Jason Ritter et Leven Rambin.
En 2017, il tourne à la télévision dans la mini-série When We Rise et le film Mudbound aux côtés de Carey Mulligan, Garrett Hedlund et Jason Clarke. L'année d'après, il joue dans le nouveau film Halloween réalisé par David Gordon Green
En 2019, il est présent dans le film After : Chapitre 1 et il reprend son rôle dans le second volet : After : Chapitre 2, sorti l'année suivante.
En 2021, il reprend son rôle dans le second volet d'Halloween, intitulé Halloween Kills et il tient un des rôles principaux de la saison 3 de You, diffusé sur Netflix.

## Filmographie

### Cinéma

#### Longs métrages
- 2012 : Fat Kid Rules the World de Matthew Lillard : Dayle
- 2014 : Girls Only (Laggies) de Lynn Shelton : Patrick
- 2014 : One Square Mile de Charles-Olivier Michaud : Eric Whitehall
- 2014 : 7 Minutes de Jay Martin : Johnny
- 2017 : Mudbound de Dee Rees : Carl Atwood
- 2017 : Ten de Chris Robert : Nathan
- 2018 : Halloween de David Gordon Green : Cameron Elam
- 2019 : After : Chapitre 1 (After) de Jenny Gage : Noah
- 2019 : Adventure Force 5 de Michael Younesi : Nolan Seturmer
- 2020 : After : Chapitre 2 (After We Collided) de Roger Kumble : Noah
- 2021 : Halloween Kills de David Gordon Green : Cameron Elam
- 2021 : Disfluency d'Anna Baumgarten : Jordan
- 2023 : Oppenheimer de Christopher Nolan : Frank Oppenheimer
- 2024 : 1992 d'Ariel Vromen

#### Courts métrages
- 2010 : Shortcomings d'Andrew Reisfeld : Jared Boy
- 2010 : On the Brightside de Laura Holliday : Clark
- 2011 : Rockstars : The Pete Weaver Experience de Laura Holliday : Pete Weaver
- 2012 : Doghouse de Wilson West : Dayle
- 2013 : Helpless de Christene Seda : Sam
- 2016 : The Coat, The Check, and the Trial de Michael Kauffman : James Carlisle
- 2018 : Disfluency de Laura Holliday : Mark
- 2019 : Come Be Creepy With Us d'Elizabeth Fletcher : Dean
- 2019 : Abnormal Cells Make Pretty Flowers de Philip Blue : Otis
- 2020 : Sweet Nothing d'Evan Scott Russell : Michael

### Télévision

#### Séries télévisées
- 2017 : When We Rise : Gilbert Baker jeune
- 2017 / 2019 : S.W.A.T. : Whip
- 2018 : Nashville : Twig Wysecki
- 2018 : The Purge : Henry Bodreaux
- 2020 : Into the Dark : Hank / Michael
- 2020 : Trish & Scott : Chris
- 2021 : You : Theo Engler